# Siegel von Los Angeles

Siegel von Los Angeles

Das Siegel von Los Angeles enthält das Wappen der Stadt Los Angeles. Der Wappenschild ist umgeben vom gesetzmäßigen Namen der Stadt (City of Los Angeles) und dem Gründungsdatum (1781).
Innerhalb des Kreises wird der Schild von Trauben, Oliven und Orangen umgeben, den wichtigsten Früchten, die in Kalifornien angebaut werden. Diese sind ebenfalls in den Farben der Flagge von Los Angeles symbolisiert. Die Früchte liegen auf goldenem Hintergrund und werden von einem 77-perligen Rosenkranz umgeben.
Die Felder des Wappens:
- oben links: der Wappenschild der Vereinigten Staaten mit dreizehn Sternen, die die 13 Gründungsstaaten symbolisieren.
- oben rechts: die Flagge Kaliforniens (Ein Grizzlybär auf silbernem Grund, mit einem fünfeckigen Stern und rotem Balken am Boden) ohne Text und Grund
- unten links: das Wappen Mexikos in der Version von 1867 bis 1968 (ein Adler, der eine Schlange beißt, ist abgebildet), das auf die Geschichte der Stadt unter Mexiko hinweist.
- unten rechts: die Wappen von Kastilien und León, heute Kastilien-León weisen auf die Geschichte der Stadt als spanische Kolonie hin.